# Sjeničko jezero
Sjeničko jezero nalazi se između sela Akmačići i Bukovik u jugozapadnom delu Srbije, na teritorijama opština Sjenica i Nova Varoš, između planina Zlatar i Javor.

### Karakteristike
Nastalo je potapanjem kanjona i podjelom rijeke Uvac 1979. godine i izgradnjom brane u blizini sela Akmačići, za potrebe hidroelektrane Uvac. Jezero formira rijeka Uvac, a pomaže mu rijeka Vapa koja se u njega ulijeva. Nalazi se na nadmorskoj visini od 985 m. Dugo je 25 km, s maksimalnom dubinom od 108 m i branom dugom 160 m i visokom 110 m i površine 5,7 km2.
Sjeničko jezero ispunilo je kanjon dubok do 100 m, koji je nadaleko poznat po jedinstvenim zarobljenim meandrima, koje je Uvac usekao u krečnjački masiv Pešterske visoravni. Jezero je deo specijalnog rezervata Uvac, osnovanog da zaštiti najveću koloniju bjeloglavog supa na Balkanu. Jezero je bogato raznim vrstama ribe, a tu se mogu izdvojiti šaran, klen, maloljetnica, mrena i som.